# Textricella hickmani
Textricella hickmani är en spindelart som beskrevs av Forster 1959. Textricella hickmani ingår i släktet Textricella och familjen Micropholcommatidae.
Artens utbredningsområde är Tasmanien. Inga underarter finns listade i Catalogue of Life.